# No Control
No Control är Bad Religions fjärde album, utgivet 2 november 1989.

## Låtlista
1. "Change of Ideas" (Greg Graffin) - 0:56
2. "Big Bang" (Brett Gurewitz) - 1:42
3. "No Control" (Greg Graffin) - 1:47
4. "Sometimes I Feel Like" (Brett Gurewitz) - 1:34
5. "Automatic Man" (Brett Gurewitz) - 1:41
6. "I Want to Conquer the World" (Brett Gurewitz) - 2:20
7. "Sanity" (Brett Gurewitz) - 2:45
8. "Henchman" (Greg Graffin) - 1:08
9. "It Must Look Pretty Appealing" (Greg Graffin) - 1:23
10. "You" (Brett Gurewitz) - 2:05
11. "Progress" (Greg Graffin) - 2:15
12. "I Want Something More" (Brett Gurewitz) - 0:48
13. "Anxiety" (Greg Graffin) - 2:08
14. "Billy" (Brett Gurewitz) - 1:55
15. "The World Won't Stop" (Greg Graffin) - 1:57

## Medverkande
- Greg Graffin - sång
- Greg Hetson - gitarr
- Brett Gurewitz - gitarr, sång
- Jay Bentley - bas, sång
- Pete Finestone - trummor, percussion